# Cebanico (kommunhuvudort)
Cebanico är en kommunhuvudort i Spanien.   Den ligger i provinsen Provincia de León och regionen Kastilien och Leon, i den norra delen av landet, 280 km norr om huvudstaden Madrid. Cebanico ligger 957 meter över havet och antalet invånare är 221.
Terrängen runt Cebanico är platt åt sydost, men åt nordväst är den kuperad. Cebanico ligger nere i en dal. Runt Cebanico är det mycket glesbefolkat, med 4 invånare per kvadratkilometer. Närmaste större samhälle är Guardo, 16,1 km öster om Cebanico. I omgivningarna runt Cebanico växer i huvudsak blandskog.